# Idioglossia
Uma idioglossia (do grego ιδιογλωσσία idioglōssia, de idio- "pessoal" e glōssa "língua") é uma linguagem idiossincrática inventada e falada por apenas uma ou poucas pessoas. Na maioria das vezes, idioglossia refere-se às "línguas privadas" de crianças pequenas, especialmente gêmeos, sendo a última mais especificamente conhecida como criptofasia, e comumente referida como fala gêmea ou fala gemelar.
As crianças que são expostas a vários idiomas desde o nascimento também tendem a criar idioglossias, mas essas línguas geralmente desaparecem em uma idade relativamente precoce, dando lugar ao uso de um ou mais idiomas introduzidos.